# De zwaan van Tuonela

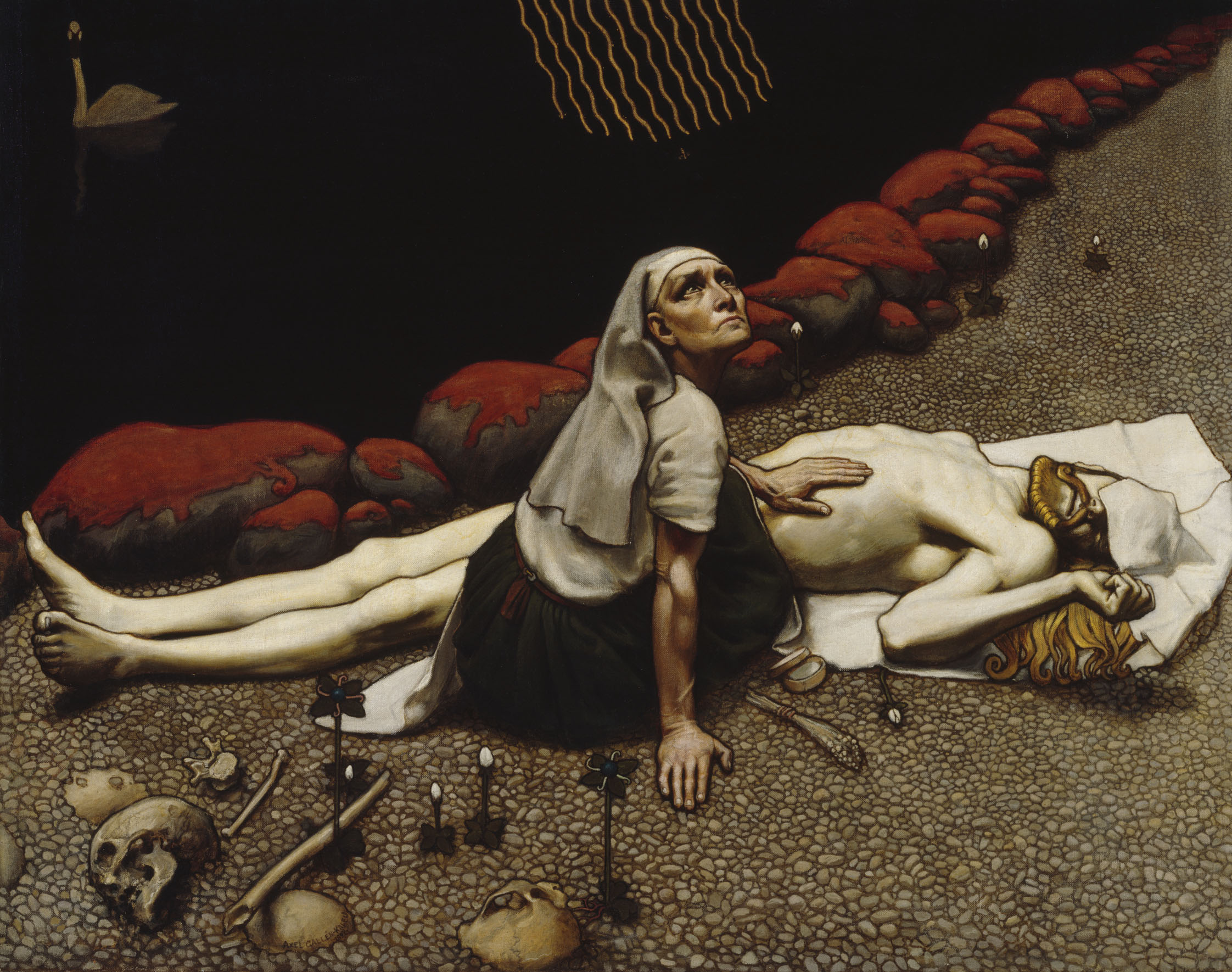
Scène uit de Kalevala, zoals geschilderd door Sibelius' tijdgenoot Akseli Gallen-Kallela. Linksboven de zwaan van Tuonela

De Zwaan van Tuonela (Tuonelan joutsen) is een symfonisch gedicht van de Finse componist Jean Sibelius. Het is het tweede deel van de Lemminkäinen-suite op. 22, een cyclus van vier symfonische gedichten, die in 1896 in première ging en ook bekend is onder de titel Vier legenden. Het deel onderging in 1897 een revisie en kreeg in 1900 zijn definitieve versie.
Het werk is gebaseerd op een beeld uit de Kalevala, het Finse nationale epos. De eerste versie van de partituur vermeldt de volgende toelichting: "Tuonela, het Dodenrijk, de hel uit de Finse mythologie, wordt omringd door een brede rivier met zwart water en een snelle stroom, waarop de Zwaan van Tuonela voortgaat, majesteitelijk en zingend".
Jean Sibelius' muzikale versie van dit beeld – er is geen verhalende lijn - is geschreven voor solo althobo, die de zwaan uitbeeldt, en een klein orkest, waarin fluiten, klarinetten en trompetten ontbreken. Het stuk is erg sfeervol en gevoelig geschreven. Het begint met een somber a-klein-akkoord, dat als een duistere nevel de rivier onthult waarop de zwaan/althobo zijn elegie verkondigt.
De zwaan van Tuonela werd pas in tweede instantie ondergebracht in de Lemminkäinen-suite. Oorspronkelijk had Sibelius het stuk in 1893 geschreven als ouverture voor een opera, die hij echter niet voltooide.